# وليم ماكلويد رين
وليم ماكلويد رين (بالإنجليزية: William MacLeod Raine)‏ (1871 - 25 يوليو 1954)؛ روائي أمريكي.

## روابط خارجية
- وليم ماكلويد رين على موقع IMDb (الإنجليزية)